# راسيل بودين
راسيل بودين (بالإنجليزية: Russell Bodine)‏ هو لاعب كرة قدم أمريكية أمريكي، ولد في 30 يونيو 1992 في ودبريدغ في الولايات المتحدة.

## وصلات خارجية
- راسيل بودين على موقع مرجع كرة القدم المحترفة.كوم (الإنجليزية)